# Municipio Moctezuma (San Luis Potosí)
Koordinaten: 22° 45′ N, 101° 5′ W
Moctezuma ist ein Municipio im mexikanischen Bundesstaat San Luis Potosí. Das Municipio umfasst eine Fläche von 1295 km². Im Jahr 2010 hatte Moctezuma eine Bevölkerung von 19.327 Einwohnern. Verwaltungssitz und einwohnerreichste Ortschaft des Municipios ist das gleichnamige Moctezuma.

## Geographie
Das Municipio Moctezuma liegt im Westen des Bundesstaats San Luis Potosí auf einer Höhe zwischen 1600 m und 2600 m. Es befindet sich zur Gänze in der physiographischen Provinz der Mesa del Centro sowie in der endorheischen hydrologischen Region El Salado. Geologisch setzt sich das Municipio aus ca. 57 % Alluvionen, 33 % Sedimentgestein und 8 % Extrusivgestein zusammen. Bodentyp von 35 % des Municipios ist der Leptosol, gefolgt von 27 % Calcisol, 13 % Phaeozem und 11 % Chernozem. Etwa die Hälfte der Gemeindefläche werden von Gestrüpplandschaft bedeckt, ein Viertel dient dem Ackerbau, 18 % sind Weideland.
Das Municipio Moctezuma grenzt an die Municipios Villa de Arista, Venado, Salinas, Ahualulco und San Luis Potosí sowie an den Bundesstaat Zacatecas.

## Bevölkerung
Beim Zensus 2010 wurden im Municipio 19.327 Menschen in 4.636 Wohneinheiten gezählt. Davon wurden 25 Personen als Sprecher einer indigenen Sprache registriert. Etwa 12,7 % der Bevölkerung waren Analphabeten. 6326 Einwohner wurden als Erwerbspersonen registriert, wovon ca. 80 % Männer bzw. 5,7 % arbeitslos waren. Knapp 34 % der Bevölkerung lebten in extremer Armut.

## Orte
Das Municipio Moctezuma umfasst 134 bewohnte localidades, von denen nur der Hauptort vom INEGI als urban klassifiziert ist. Zwei Orte wiesen beim Zensus 2010 eine Einwohnerzahl von über 500 auf, weitere 47 Orte zumindest 100 Einwohner. Die größten Orte sind:
| Ort                | Einwohner |
| Moctezuma          | 4792      |
| Morados            | 0754      |
| Cruces             | 0487      |
| San José del Grito | 0448      |
| El Rebalín         | 0421      |
| Labor Vieja        | 0412      |